# Bréchets de poulets
Cet article concerne le sens culinaire de "bréchet". Pour le sens anatomique, voir Bréchet.

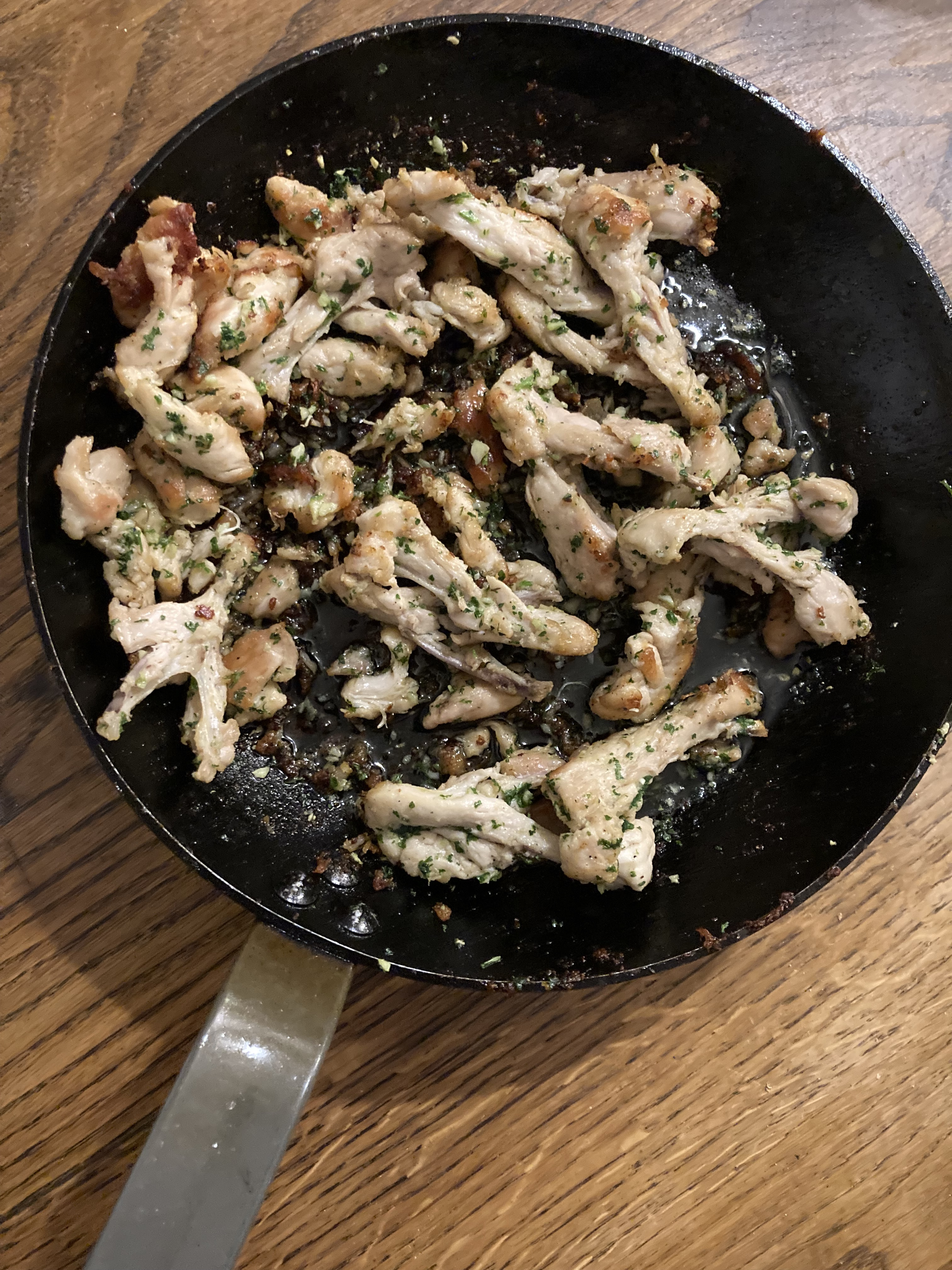
Bréchets de poulets à la bressane.

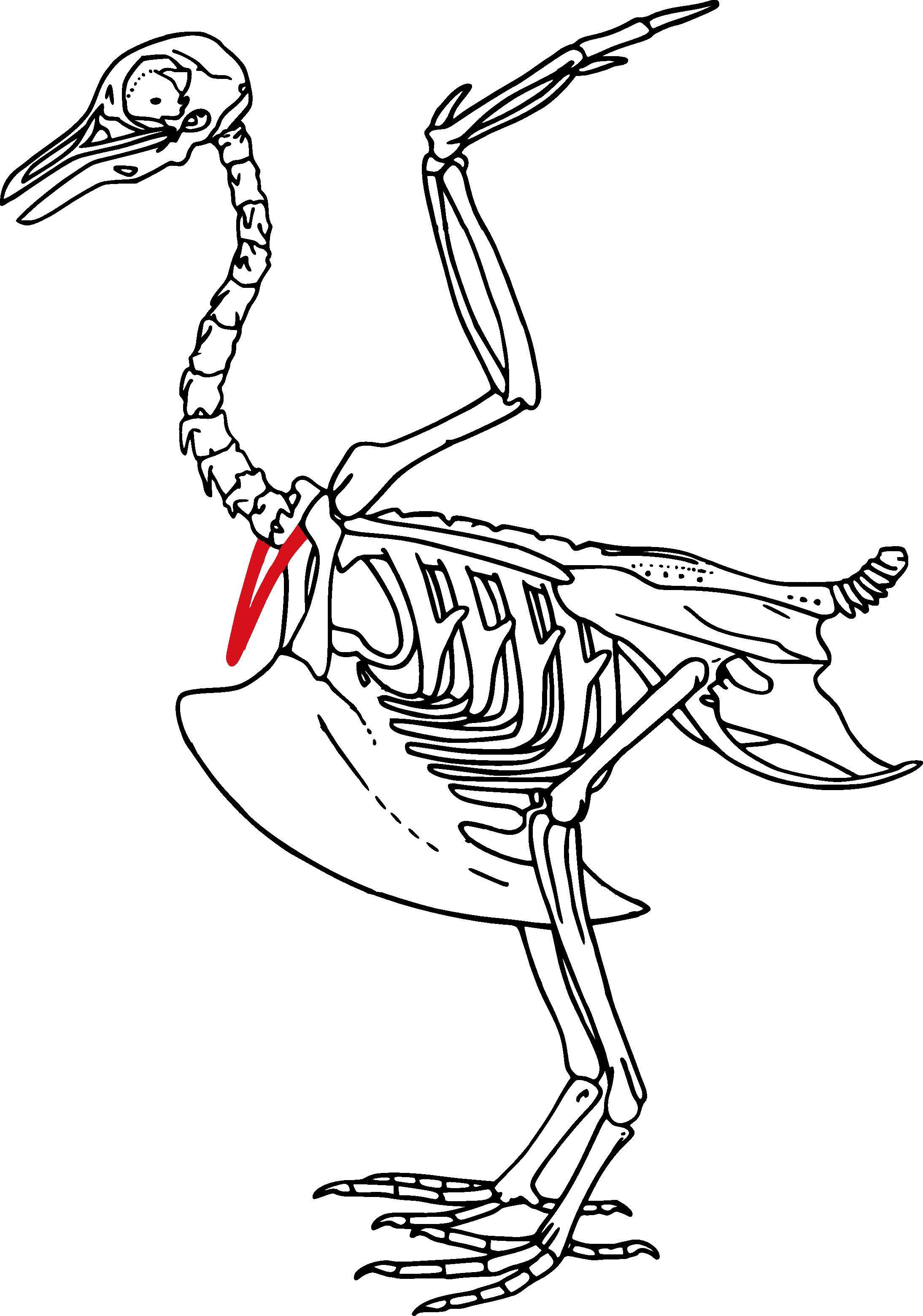
En rouge, la fourchette.

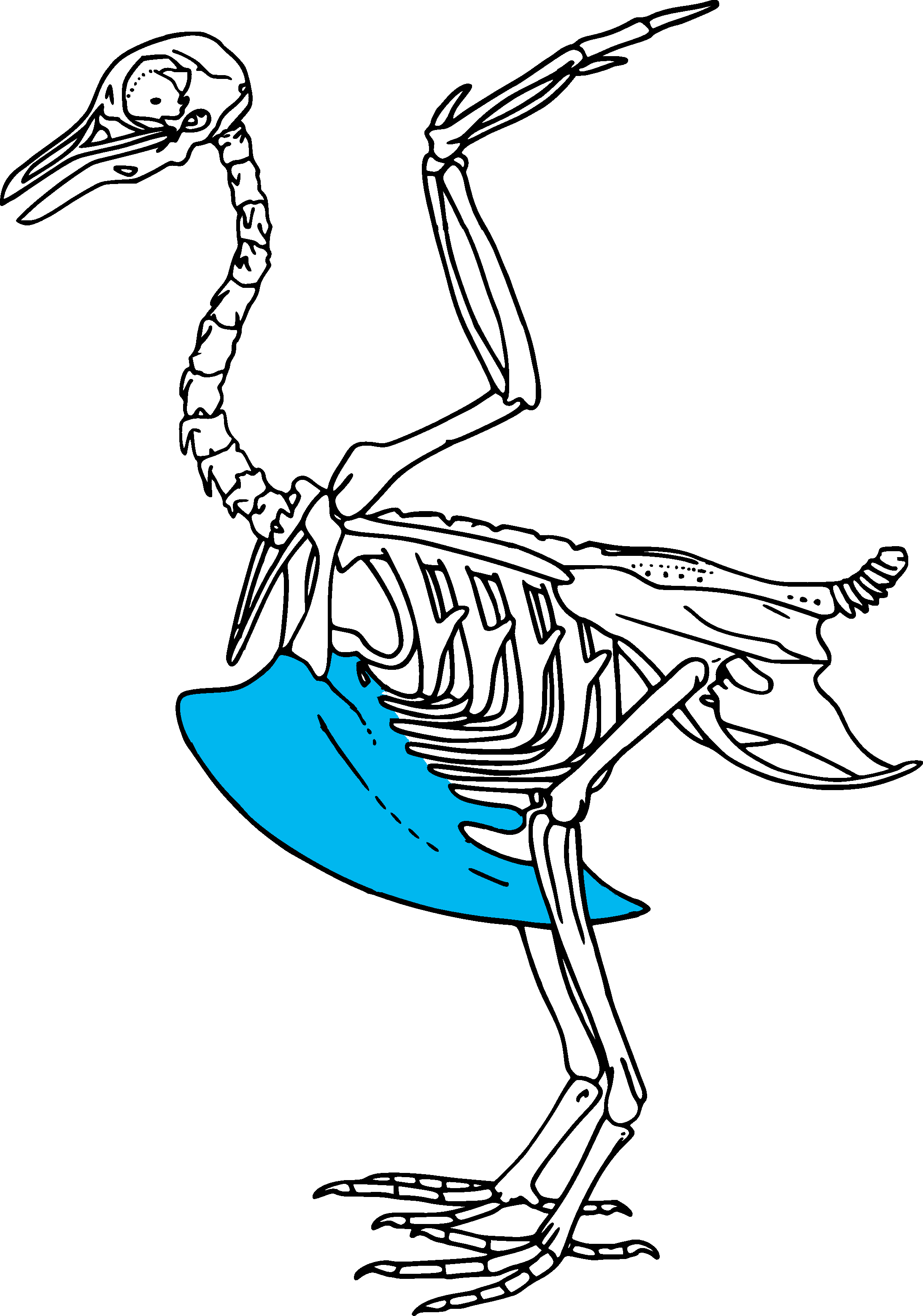
En bleu, le bréchet.

Les bréchets de poulets, ou bréchets de poulet, sont un plat de clavicules (appelées aussi fourchettes) de poulets cuisinés à la manière des grenouilles. Ce qu'on appelle régionalement « bréchet », dans la Bresse, le Bugey et la Dombes, sont les clavicules du poulet, petits os en forme de V près du bréchet.
Cette préparation, traditionnelle de la Bresse et de Montrevel-en-Bresse, plus particulièrement, est appelée « les grenouilles du pauvre ».

## Préparation
Les bréchets de poulet, une fois retaillés pour ne laisser que peu de viande, sont farinés, secoués et cuits dans un beurre très chaud. En fin de cuisson, on ajoute un hachis d'ail et de persil, on termine la cuisson vivement 2 à 3 minutes. Il est possible de rajouter une cuillère de crème, une fois la cuisson finie.

## Origine
Cette recette est attribuée à Louis Gourillon, qui l’inventa dans les années 1970, à Montrevel-en-Bresse.

## Fêtes
Chaque année est organisée en juillet à Montrevel-en-Bresse la « fête des bréchets » par la société de chasse de Montrevel-en-Bresse.
À noter que cette fête est également organisée dans des villages situés à proximité, comme à Malafretaz.